# Fufius lucasi
Fufius lucasi är en spindelart som beskrevs av Guadanucci och Indicatti 2004. Fufius lucasi ingår i släktet Fufius och familjen Cyrtaucheniidae. Inga underarter finns listade i Catalogue of Life.